# Wasserzoll
Wasserzoll ist eine historische (in Deutschland umgangssprachlich aber immer noch gebräuchliche) Bezeichnung für einen Teil der bestehenden Zollbehörden eines Landes oder auch einer eigenen Behörde selbst, die mit zöllnerischen und see- und schifffahrtspolizeilichen Aufgaben auf Grenzgewässern und auf der Hohen See betraut ist.

## Situation in Deutschland

### Geschichte
Schiffe des Zolls gab es bereits vor der Bildung des Deutschen Kaiserreichs 1870/71. Erhalten hat sich z. B. die 1853 gebaute schleswigsche Rigmor von Glückstadt. Bis zum Jahr 1918 war jeder Bundesstaat im Rahmen der Regeln und Grundsätze des Deutschen Zollvereins selbständig für die Bewachung der Grenzen und Erhebung von Zöllen auch zur See zuständig. Nach dem verlorenen Ersten Weltkrieg und den hohen Reparationszahlungen infolge des Versailler Vertrages von 1919 wurde zur Zeit der Weimarer Republik mit der Erzbergerschen Finanzreform erstmals eine einheitliche und im Wesentlichen zentralistisch geführte Finanzverwaltung aufgebaut, die auch über entsprechende Zollboote verfügte. Die Zollkreuzer des Reichsfinanzministeriums wurden im Zweiten Weltkrieg dann auch als bewaffnete Hilfskriegsschiffe eingesetzt.
Nach dem Zweiten Weltkrieg waren ab 1950/51 der Seegrenzschutz und die Boote der Zollverwaltung gemeinsam für den Grenzschutz zur See verantwortlich. 1956 wurde der Seegrenzschutz in die Bundesmarine überführt. Bis zur Aufstellung des Bundesgrenzschutz (See) im Herbst 1964 wurden die Aufgaben des Seegrenzschutzes in der Folge alleine von den seegehenden Booten der Zollverwaltung und der Wasserschutzpolizei Schleswig-Holsteins übernommen. Seit 1994 zählt der Wasserzoll zur sogenannten Küstenwache des Bundes. Seit 2008 ist die Bezeichnung des Wasserzolls Kontrolleinheit See.

### Aufgaben
In Deutschland ist für die Aufgaben des Wasserzolls ein Teil der Bundeszollverwaltung zuständig, der den Hauptzollämtern angeschlossen ist. Seit dem Inkrafttreten des Projekt Strukturentwicklung Zoll im Jahr 2008 ist die Bezeichnung des Wasserzolls Kontrolleinheit See.
In deutschen Seehäfen wie Bremen, Bremerhaven, Cuxhaven und Hamburg werden die Zöllner vom Wasserzoll aufgrund ihrer charakteristischen Kleidung „Schwarze Gang“ genannt (auch „Swatte Gang“ bzw. „Schwatte Gäng“, vgl. Gang im Hafenjargon).
Acht Zollboote und vier Zollkreuzer der Bundeszollverwaltung sind heute Teil der Küstenwache des Bundes. Nachdem das beabsichtigte Verwaltungsabkommen zwischen Bund und Ländern zur Schaffung einer gemeinsamen Küstenwache gescheitert war, übernahm 1994 der Bund faktisch die gesamte neue Küstenwache einschließlich der Finanzierung und gründete den „Koordinierungsverbund Küstenwache“, der de jure die Bundesbehörden wie Bundespolizei, Zoll und Fischereischutz koordiniert und der unter dem gemeinsamen Wappen Küstenwache operiert. 

## Andere Länder
Zolldienststellem, die mit zöllnerischen und see- und schifffahrtspolizeilichen Aufgaben auf Grenzgewässern und auf der Hohen See betraut sind, gibt es in fast allen Ländern, die Zugang zum Meer haben. Beispielhaft genannt seien
- der Australische Zoll
- der Britische Zoll und dessen Customs Cutter Service, heute Teil der Border Force
- die französische Garde-Côtes des douanes françaises
- die italienische Guardia di Finanza
- die portugiesische Brigada Fiscal

- der Polnische Zoll

- der spanische Servicio de Vigilancia Aduanera
- die U.S. Customs and Border Protection (CBP, seit 2003), hervorgegangen aus dem United States Customs Service (seit 1789), dem auch der 1790 gegründete U.S. Revenue Cutter Service zugeordnet war, der 1915 in eine Küstenwache umgewandelt wurde

## Beispielhafte Bilder von Zollkreuzern und -booten

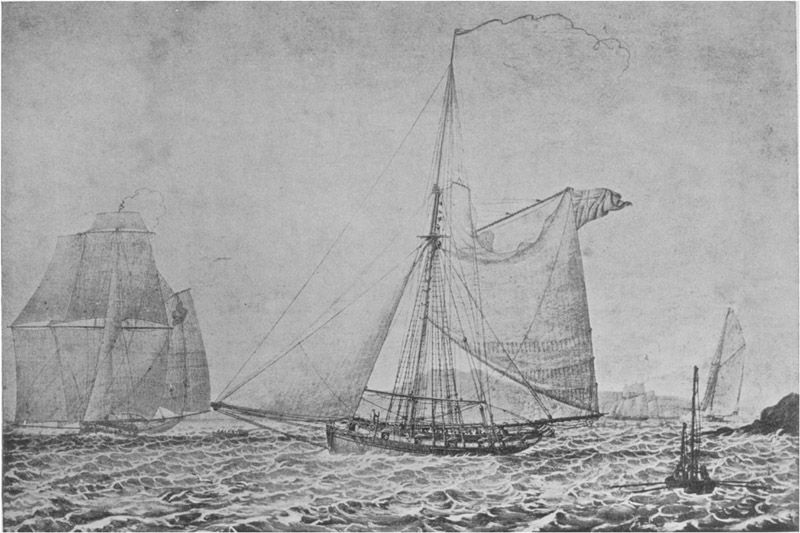
Britischer Zollkutter Wickham (1806)
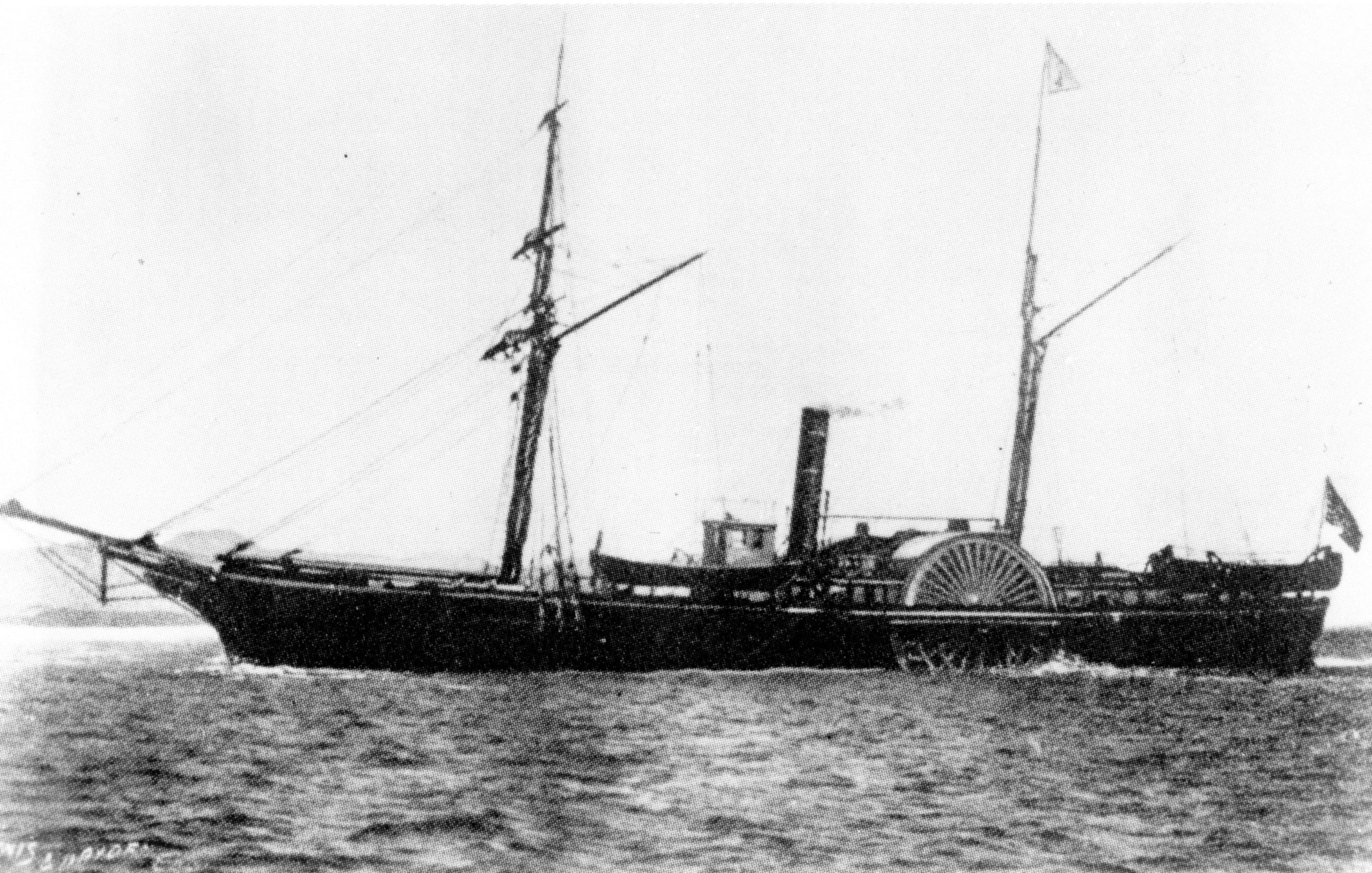
Shubrick (1865), Vereinigte Staaten
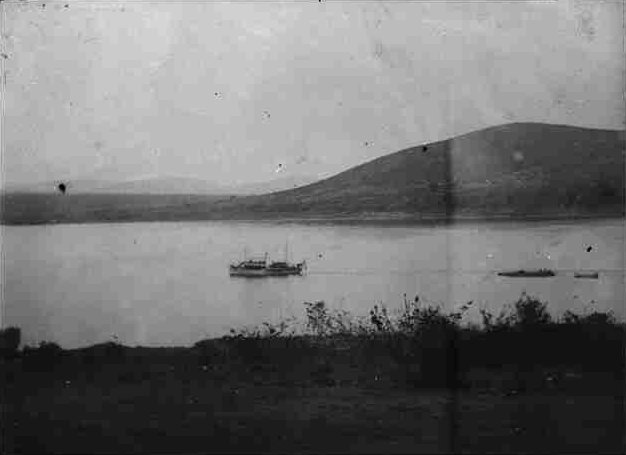
Deutscher Zollkreuzer Kingani mit Geschützfloß im Ersten Weltkrieg auf dem Tanganjikasee
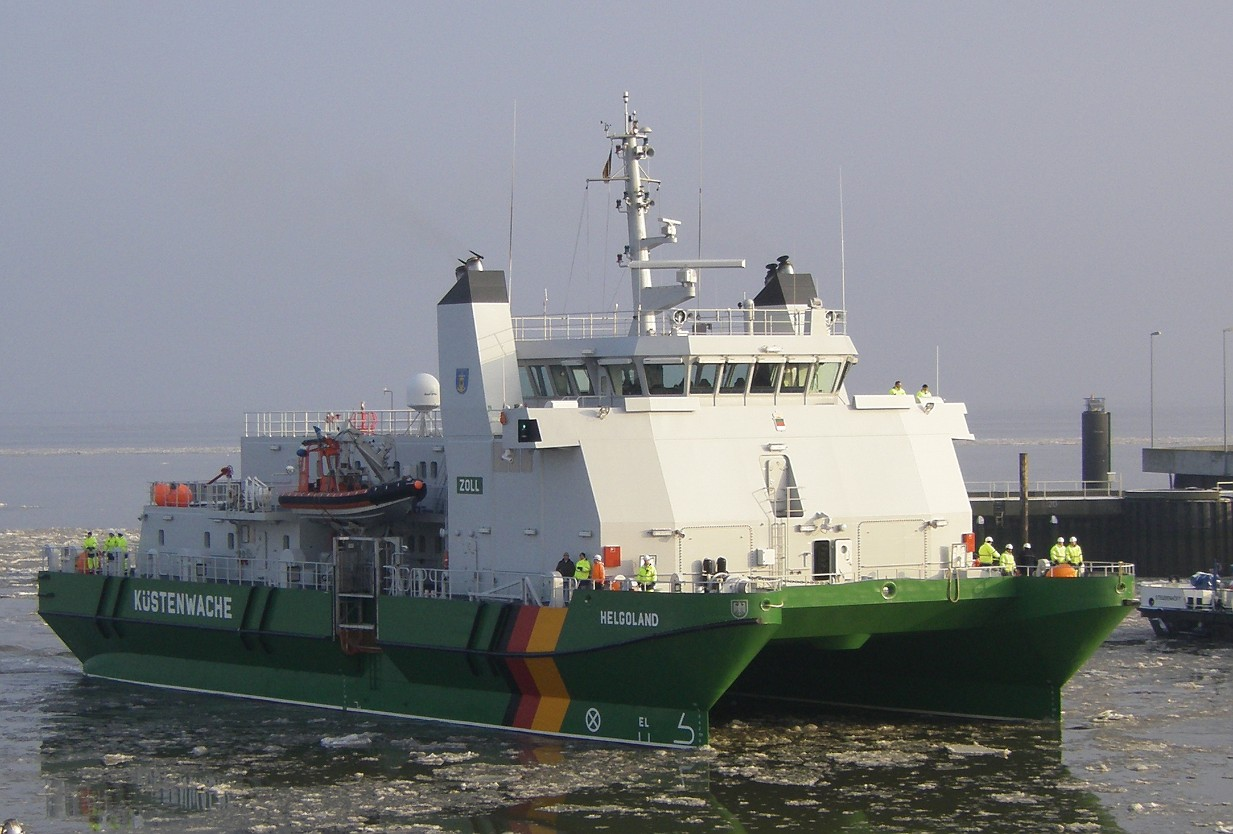
Der deutsche Zollkreuzer Helgoland (ein SWATH-Schiff) beim Einlaufen in den Hafen von Cuxhaven
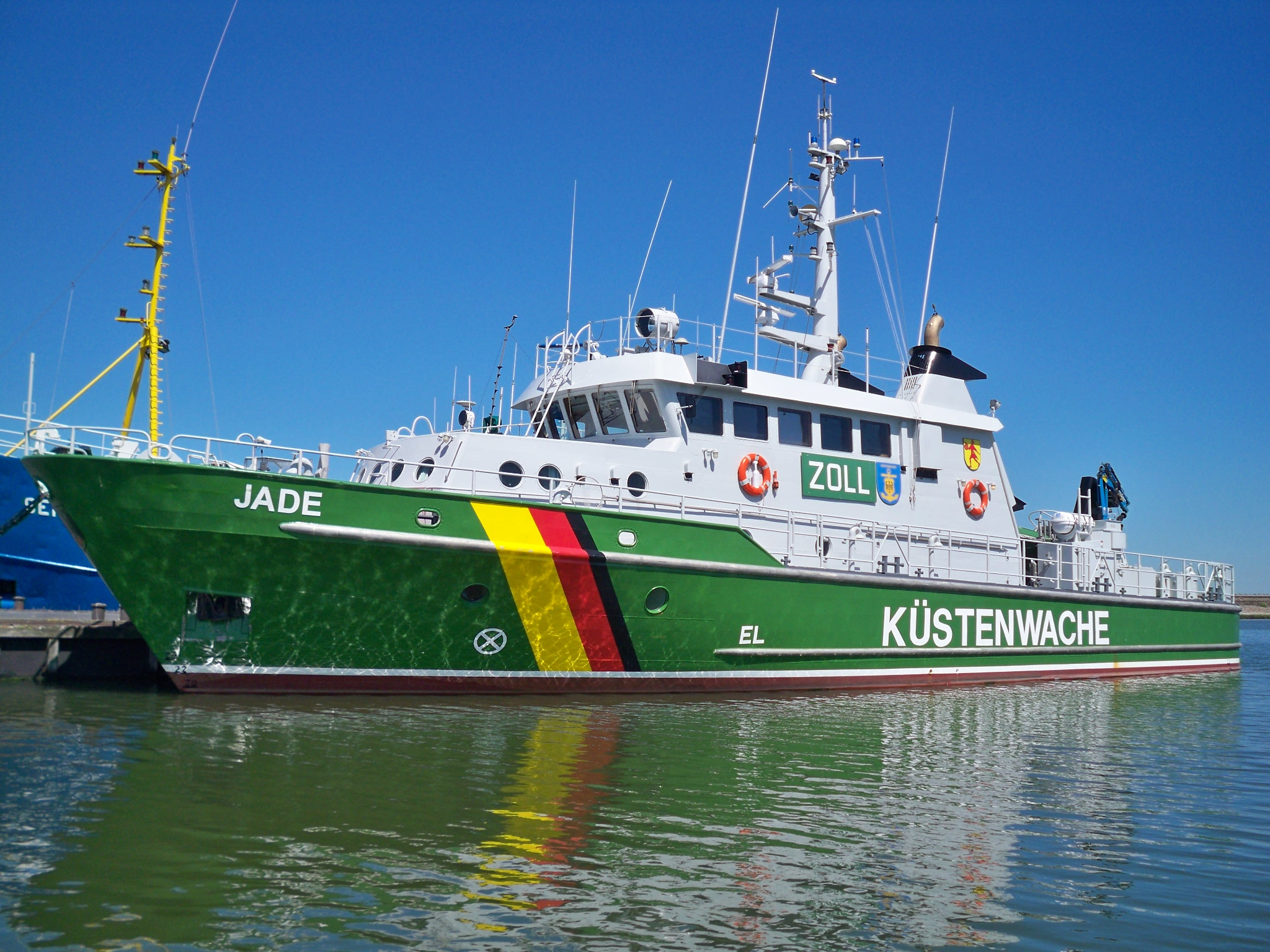
Zollkreuzer Jade
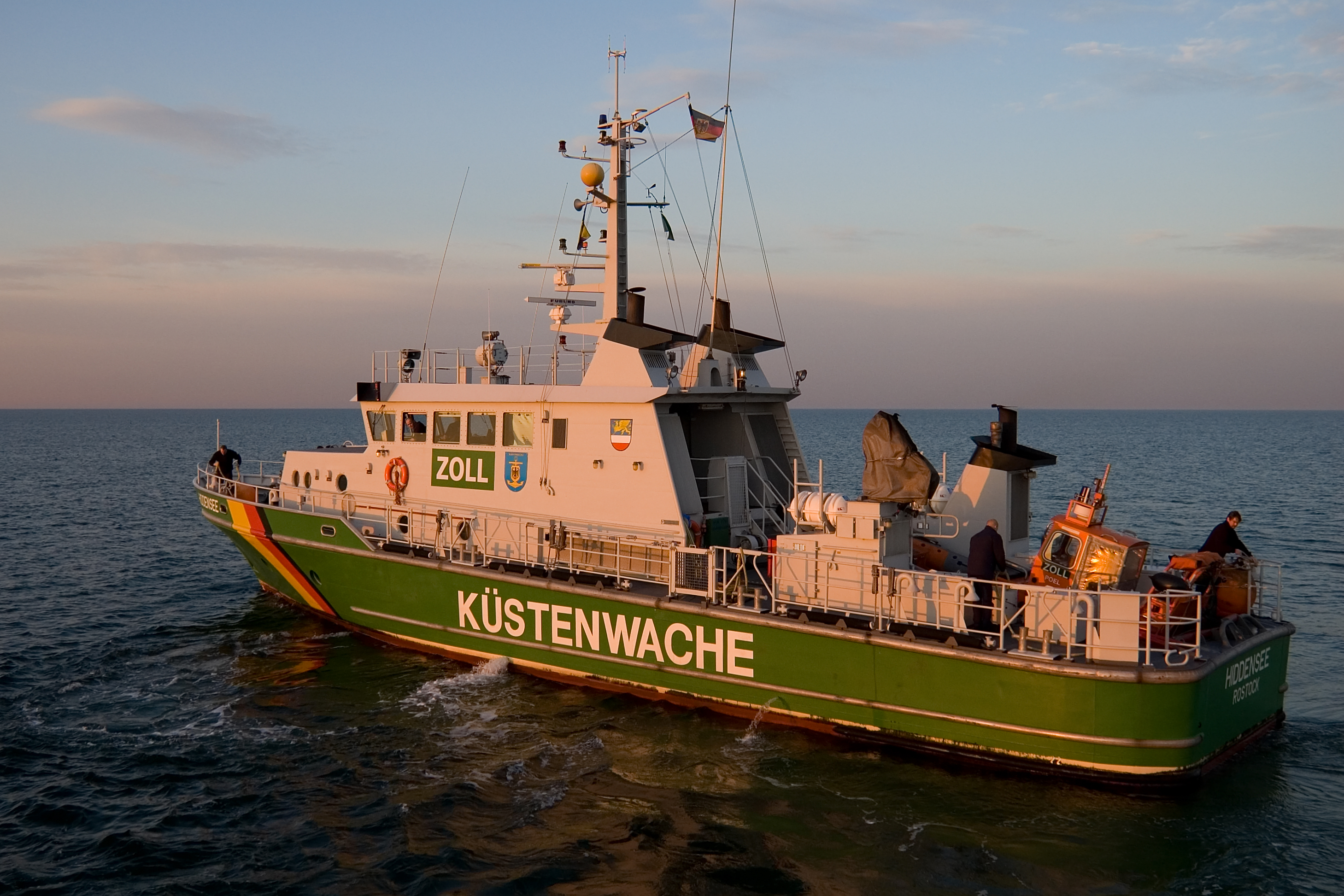
Zollkreuzer Hiddensee
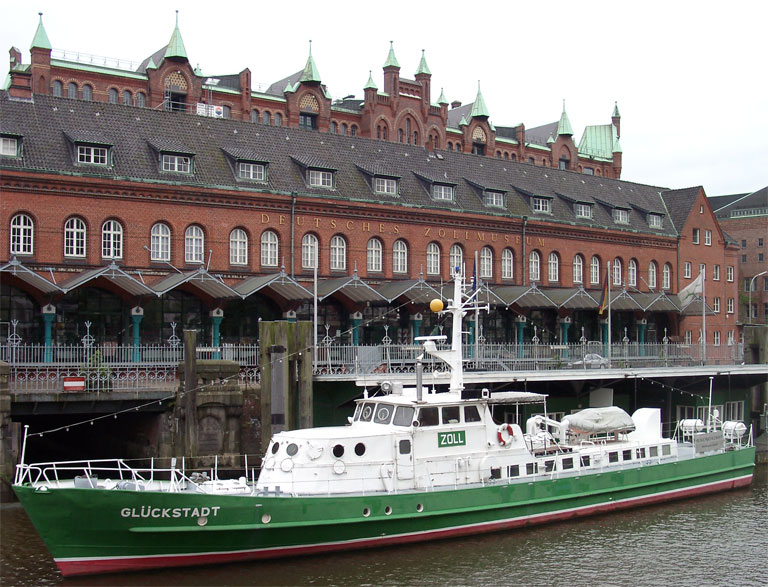
Der mittlerweile verschrottete Zollkreuzer Glückstadt vor dem deutschen Zollmuseum in Hamburg
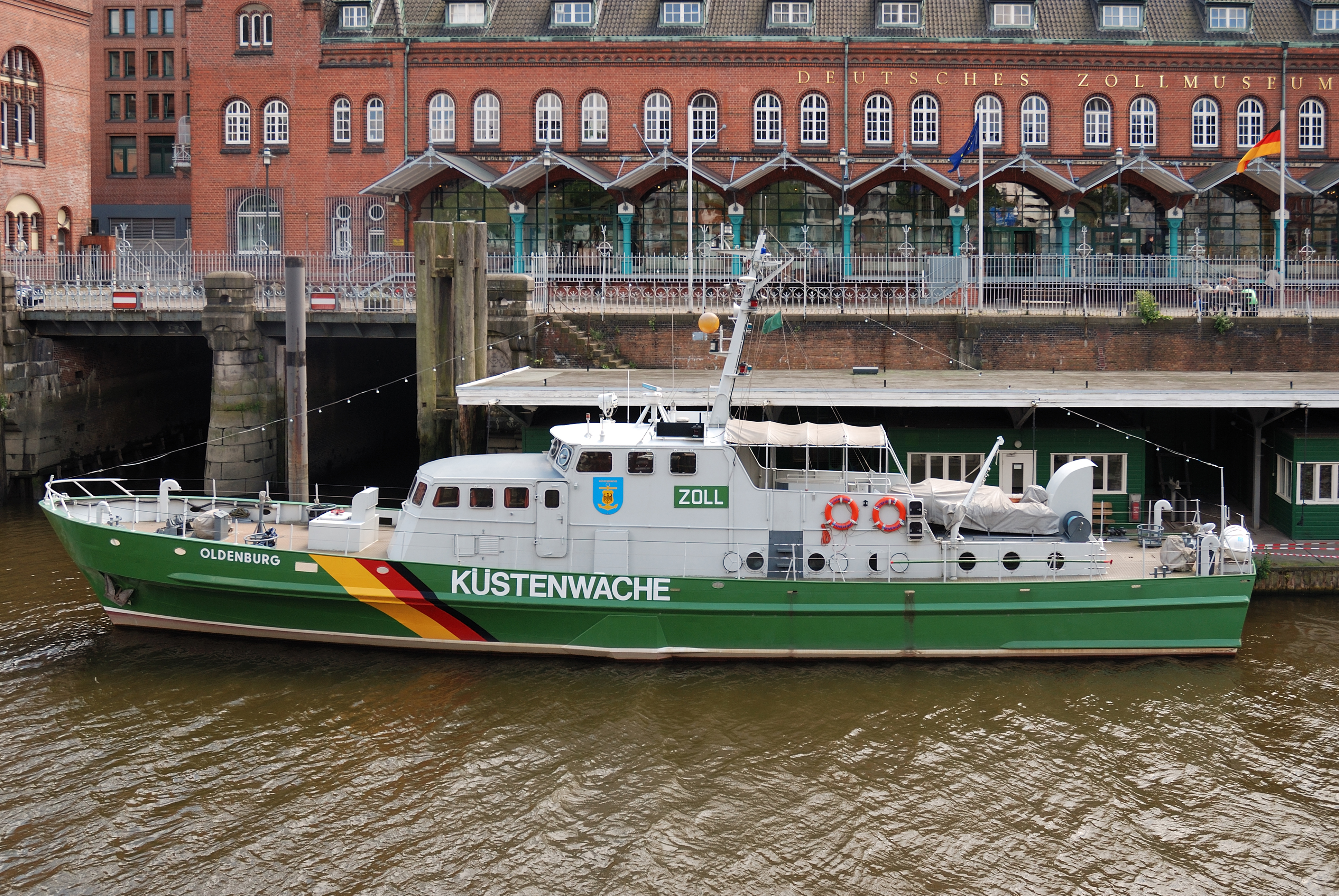
...und sein Nachfolger, der Zollkreuzer Oldenburg an selber Stelle
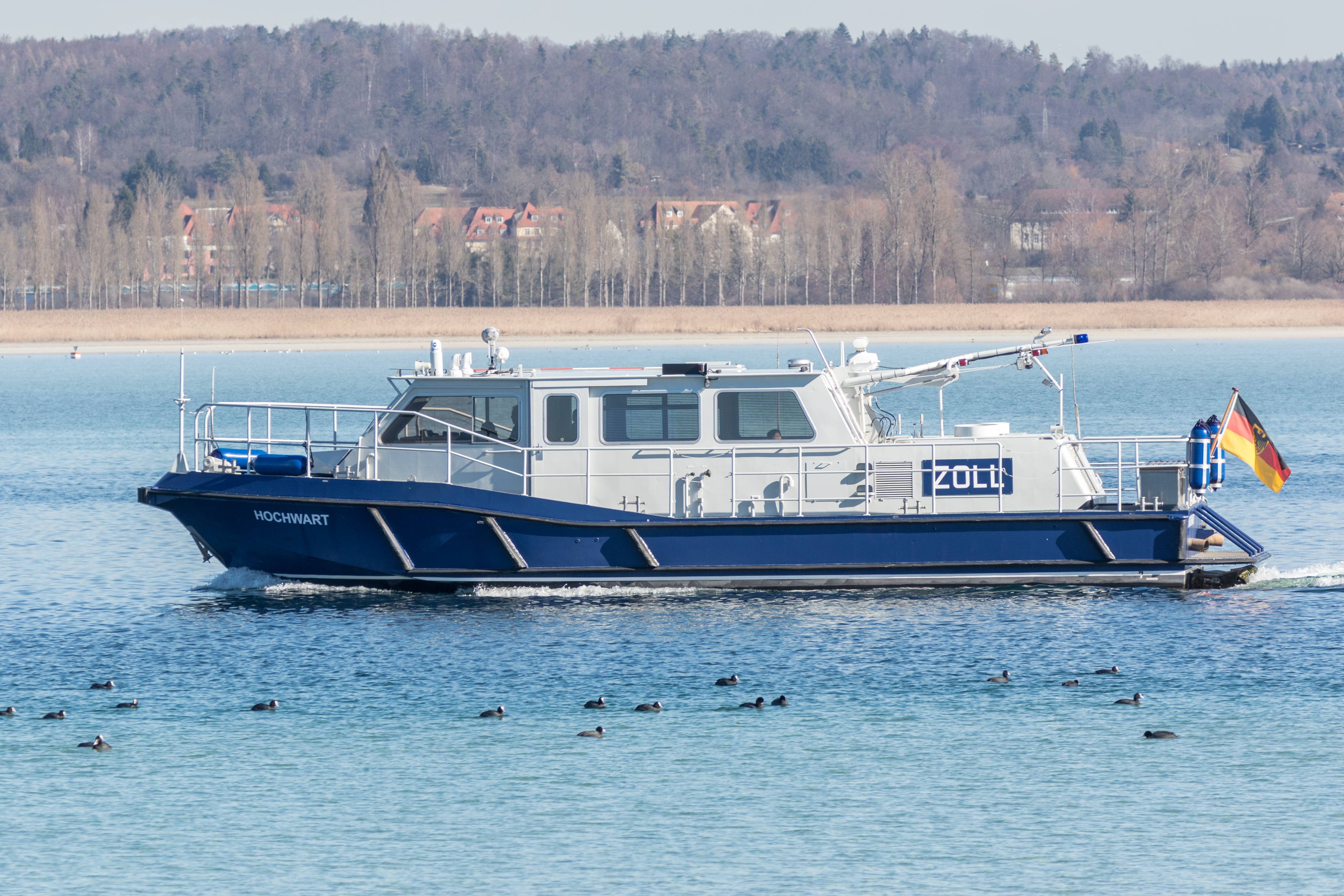
Zollboot „Hochwart“ auf dem Bodensee
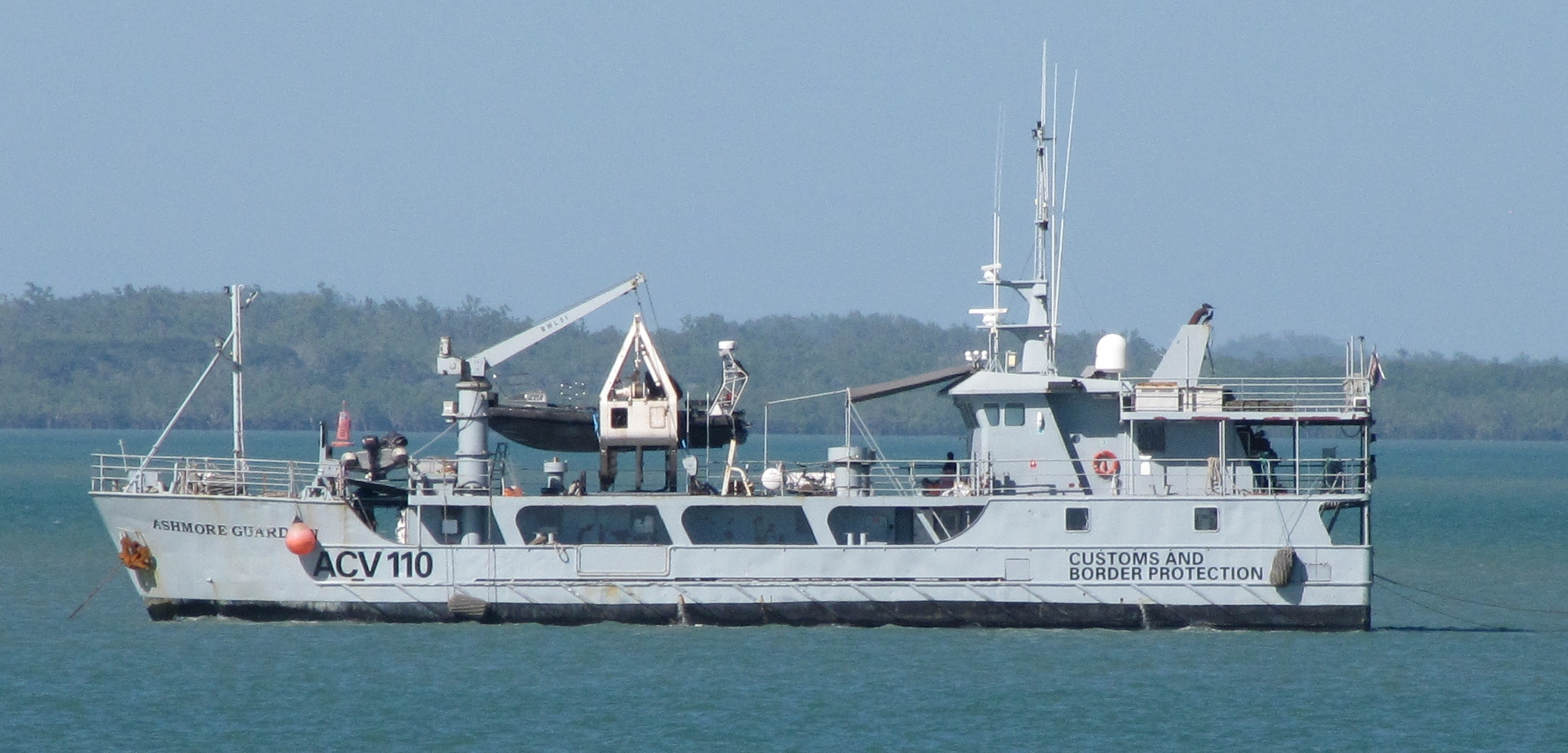
Die ACV110 Ashmore Guardian des Australischen Zolls
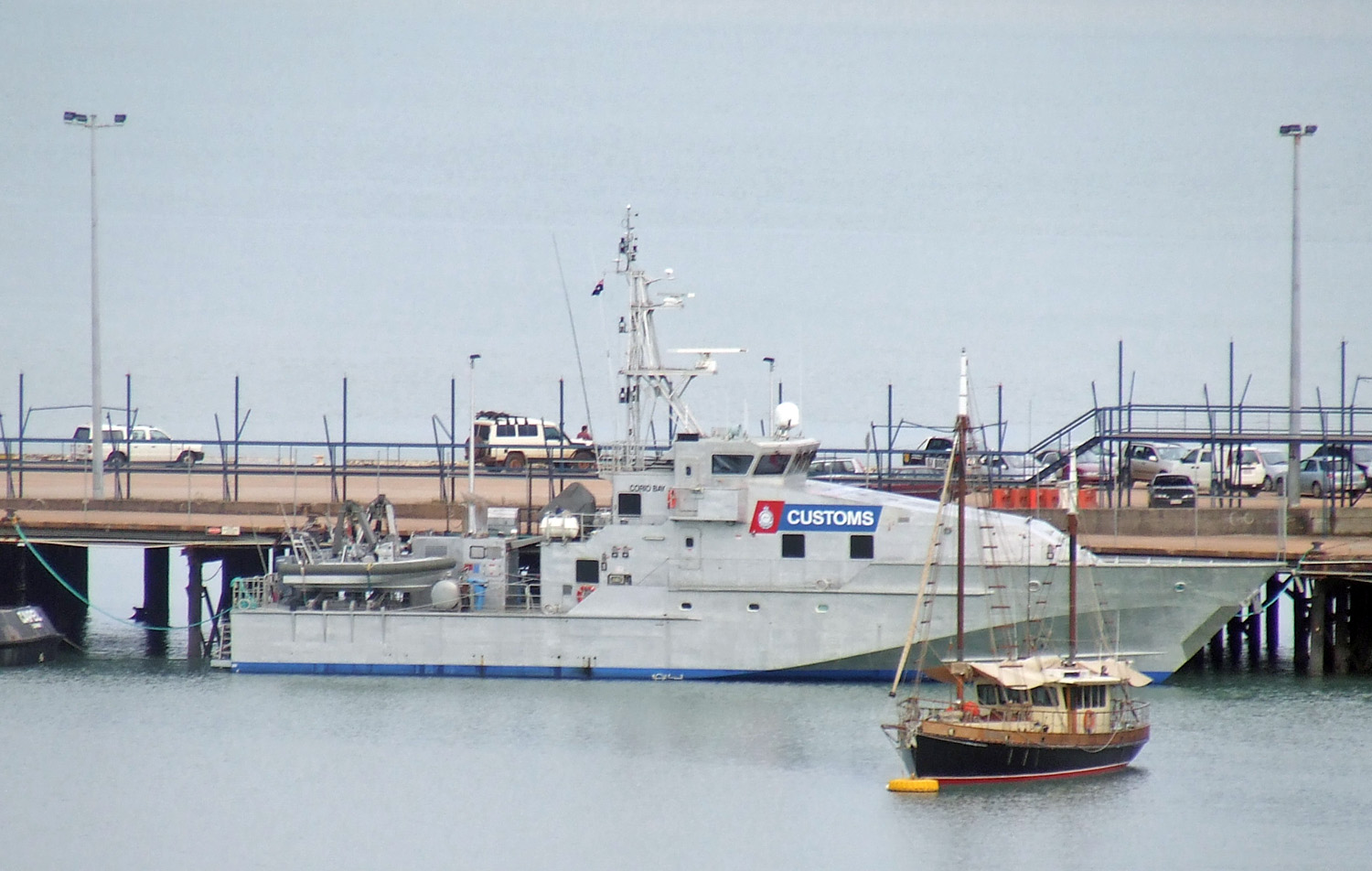
Die ACV50 Corio Bay des Australischen Zolls
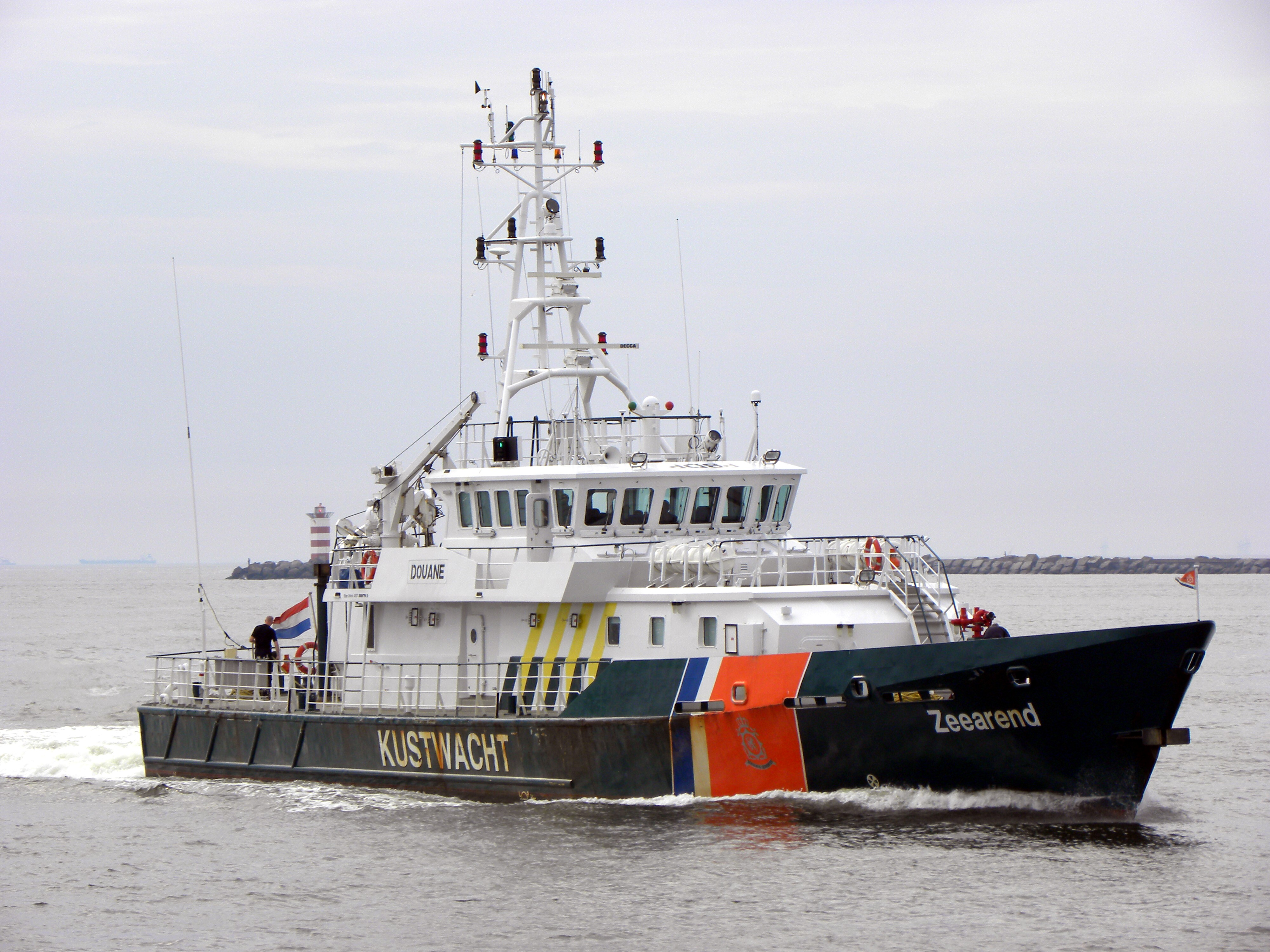
Niederlande, Zeearend
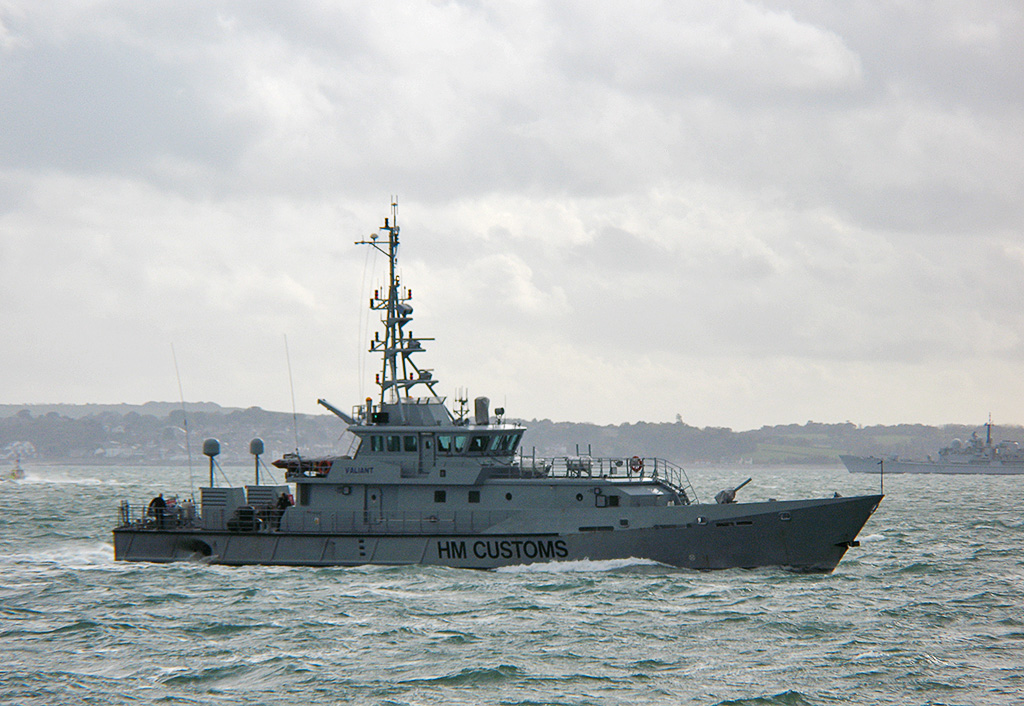
Valiant des Britischen Zolls
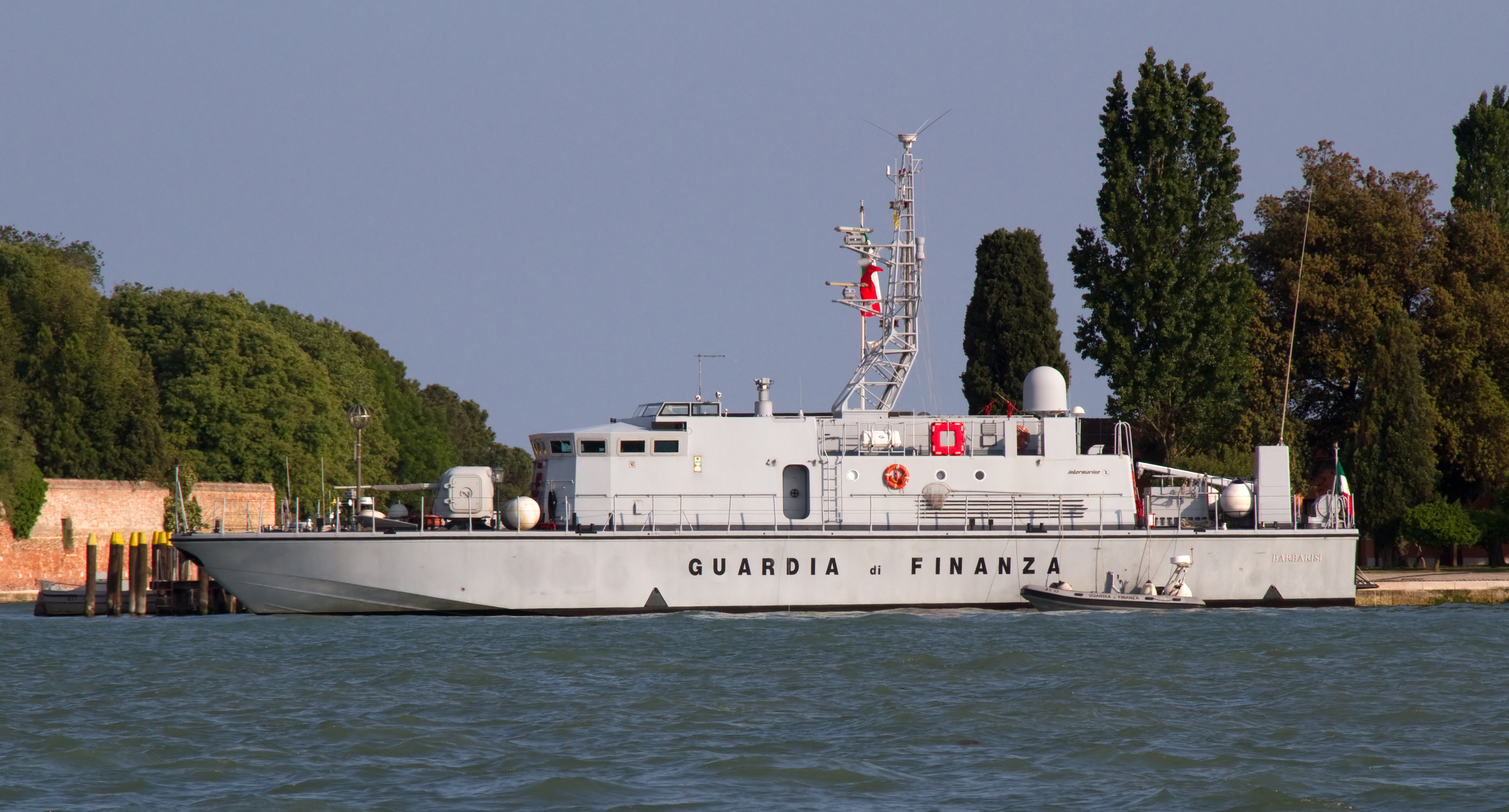
Barbarisi der italienischen Guardia di Finanza
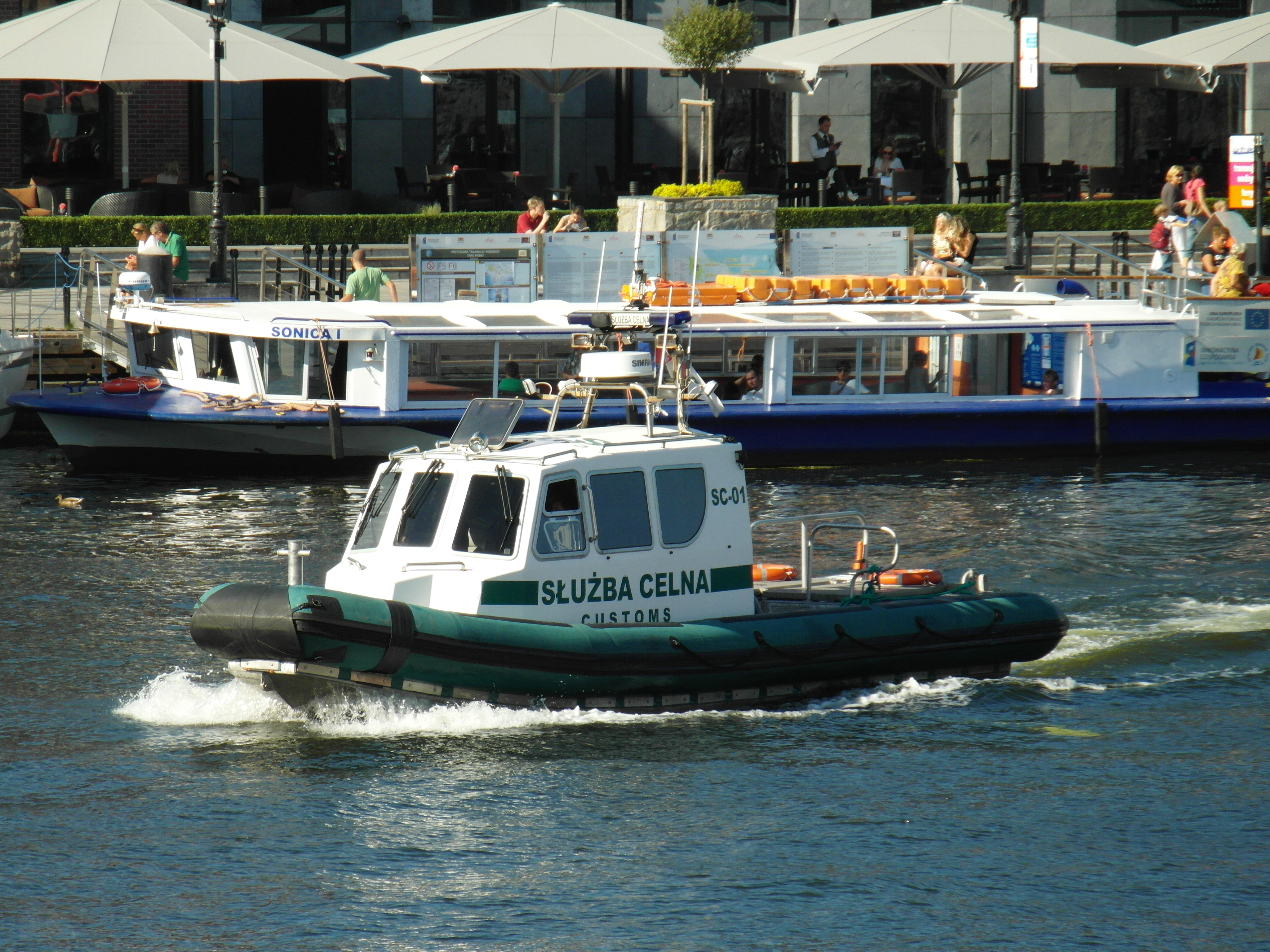
Streifenboot SC–01 des Polnischen Zolls in Gdańsk
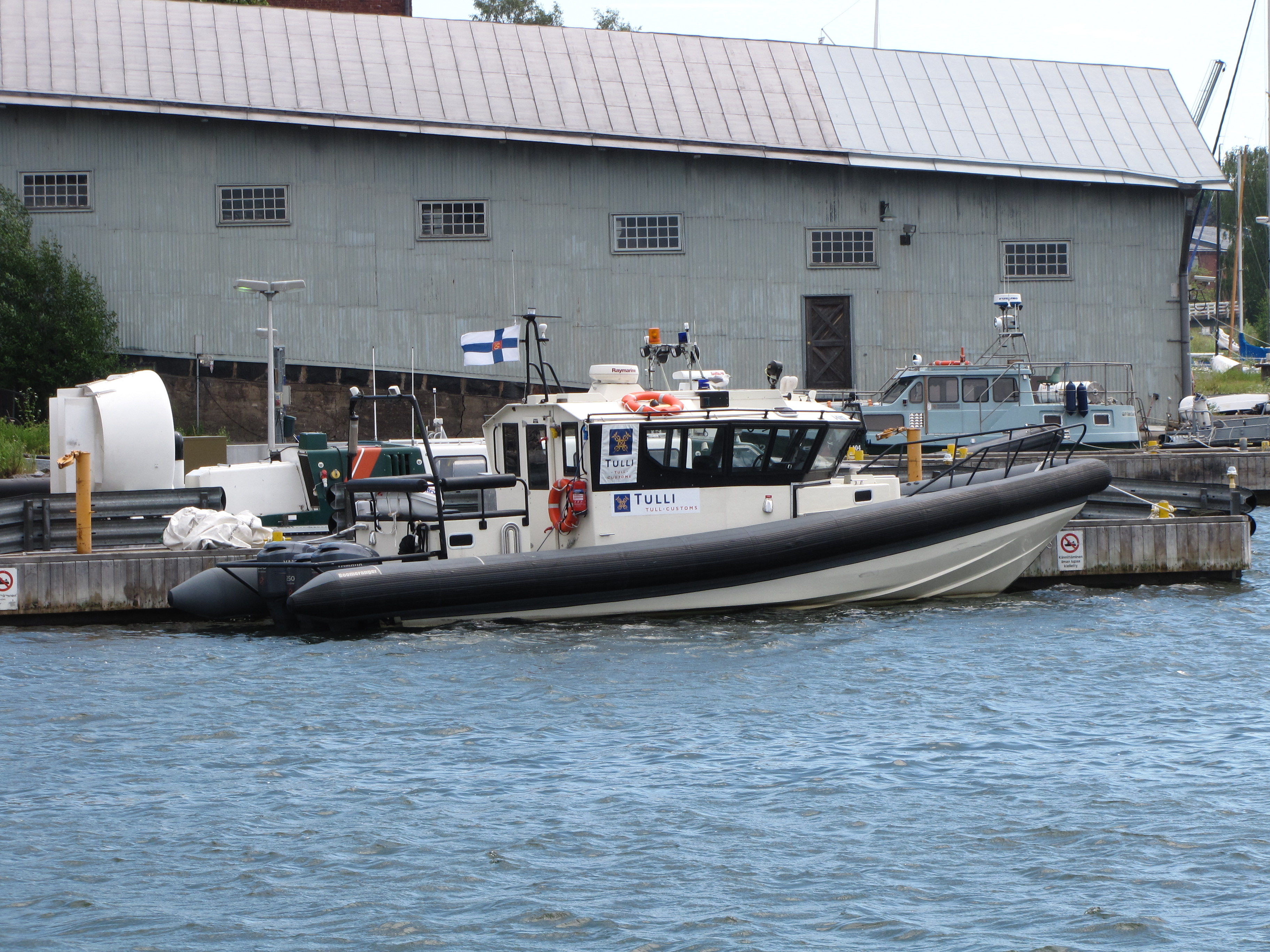
Boot des Finnischen Wasserzolls
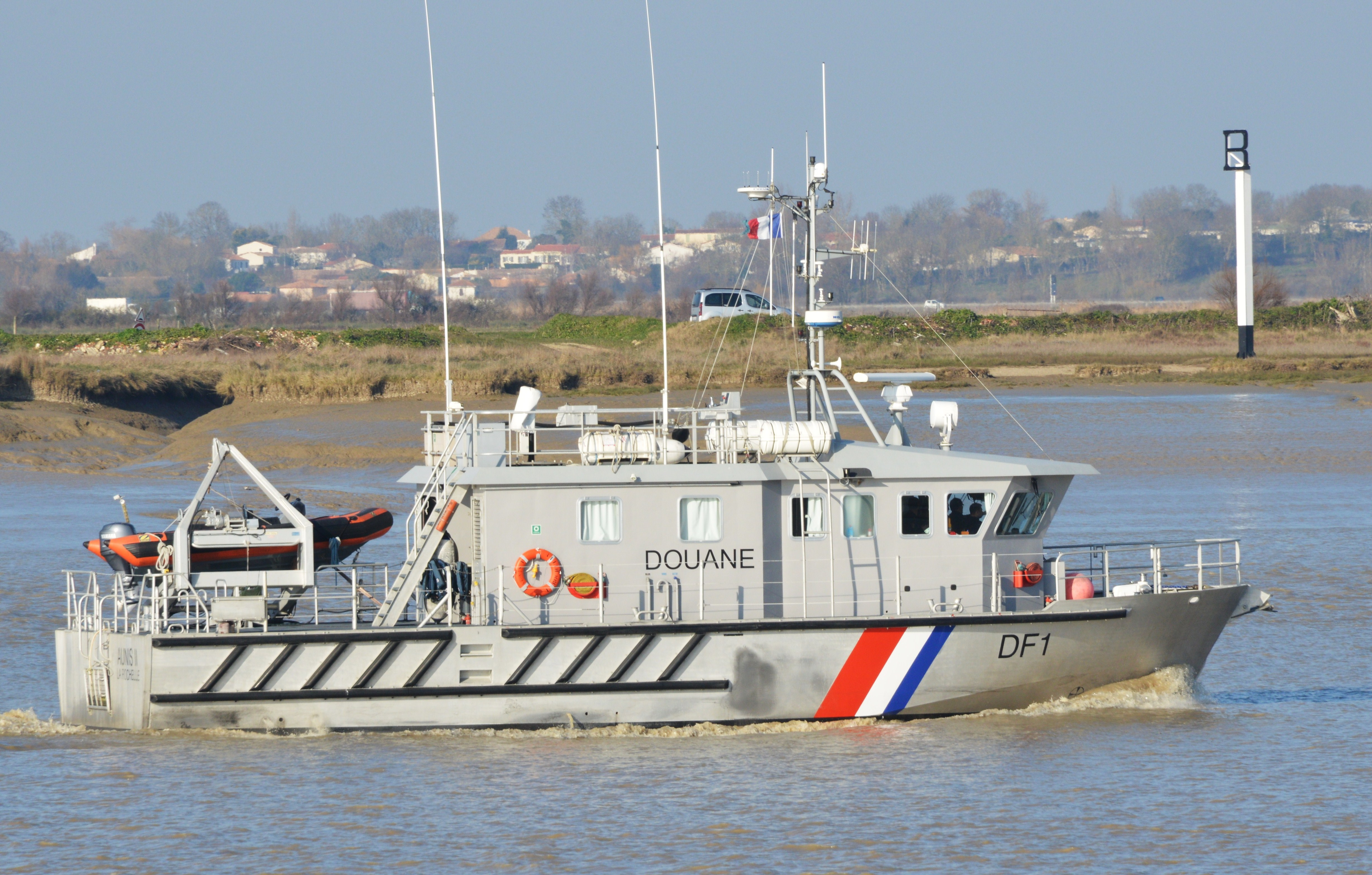
Ausbildungsboot DF1 Aunis II des Französischen Wasserzolls
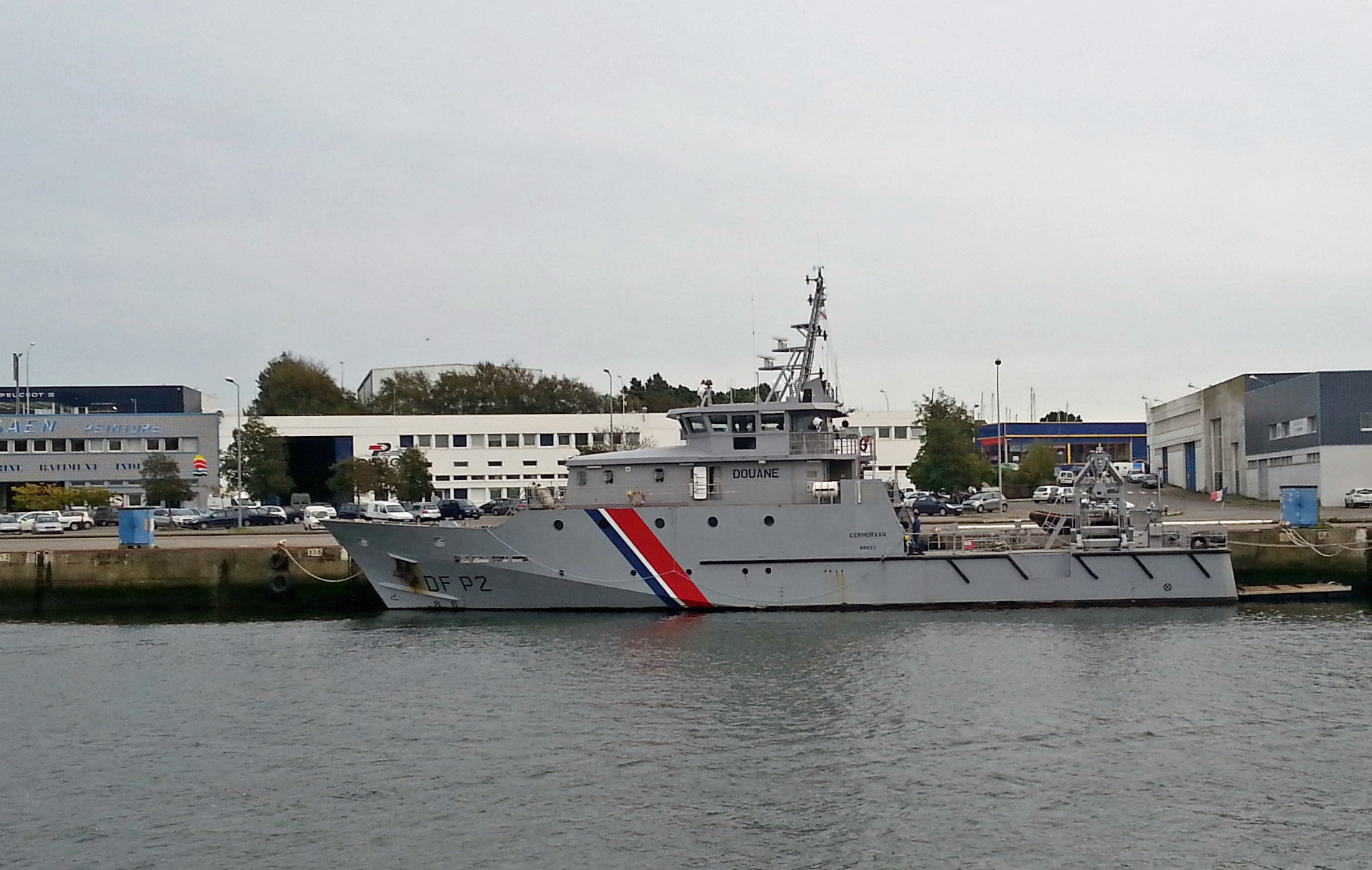
Frankreich, Kermorvan
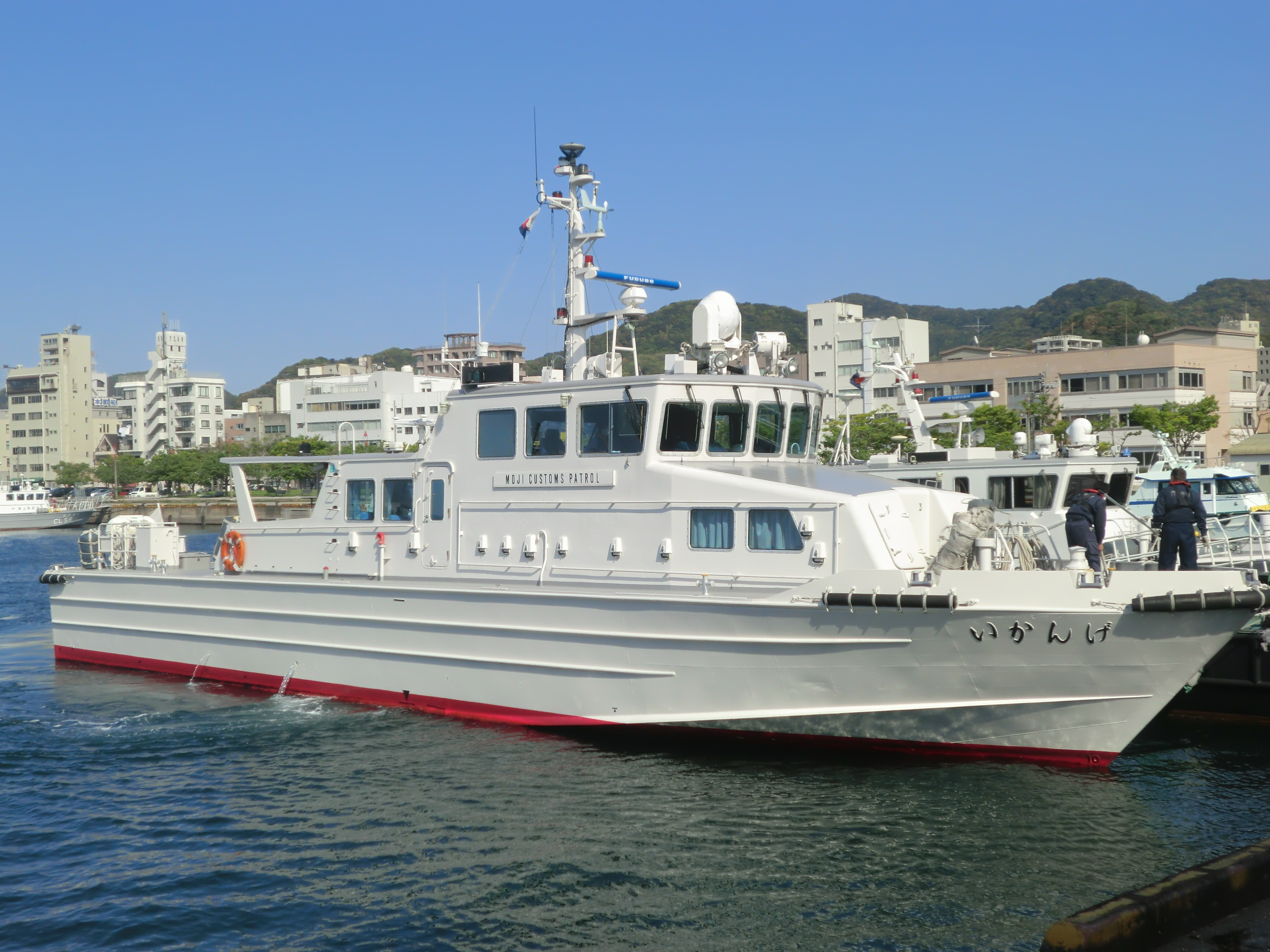
Japan, Genkai
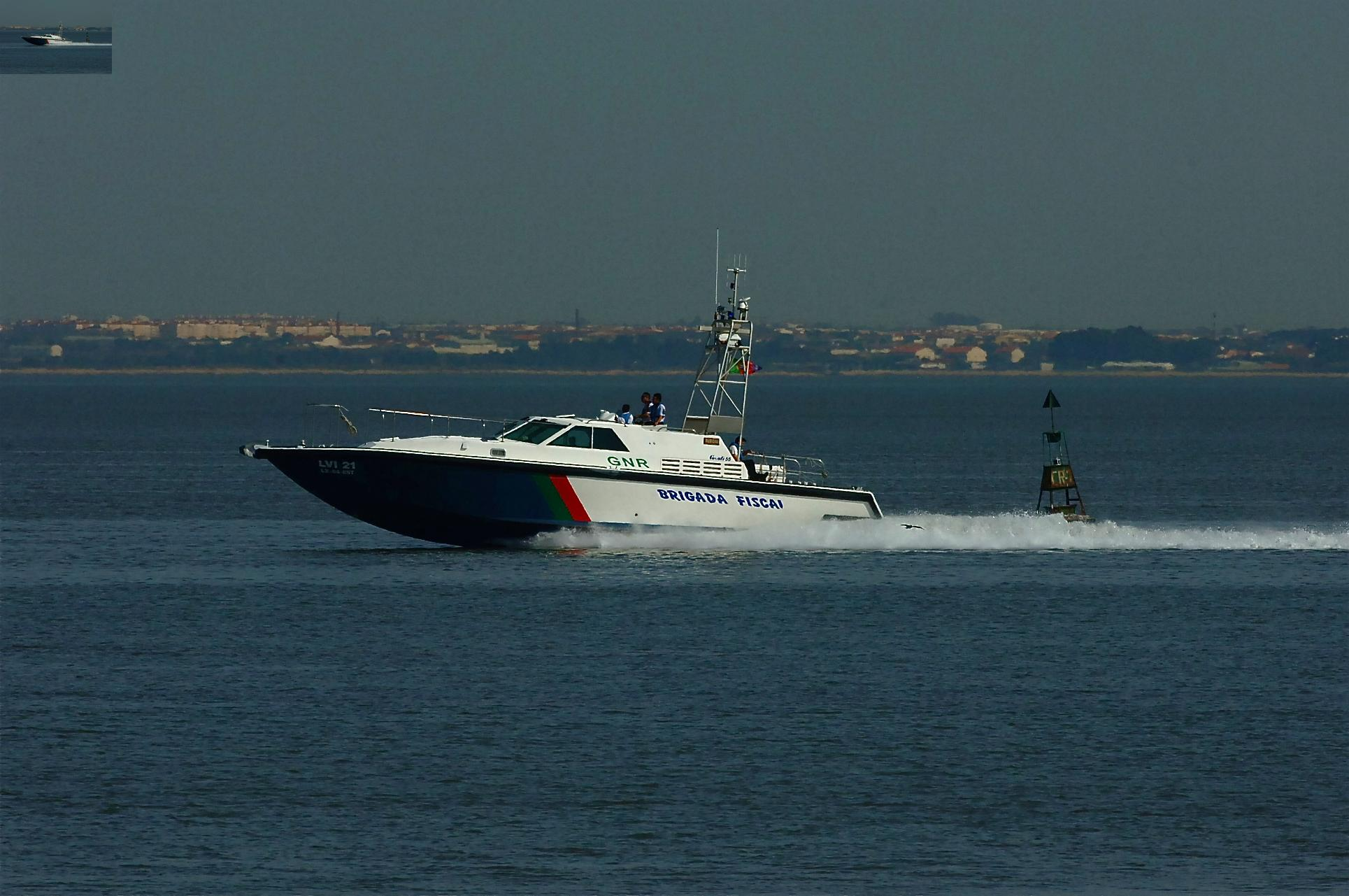
Portugiesisches Boot der Brigada Fiscal
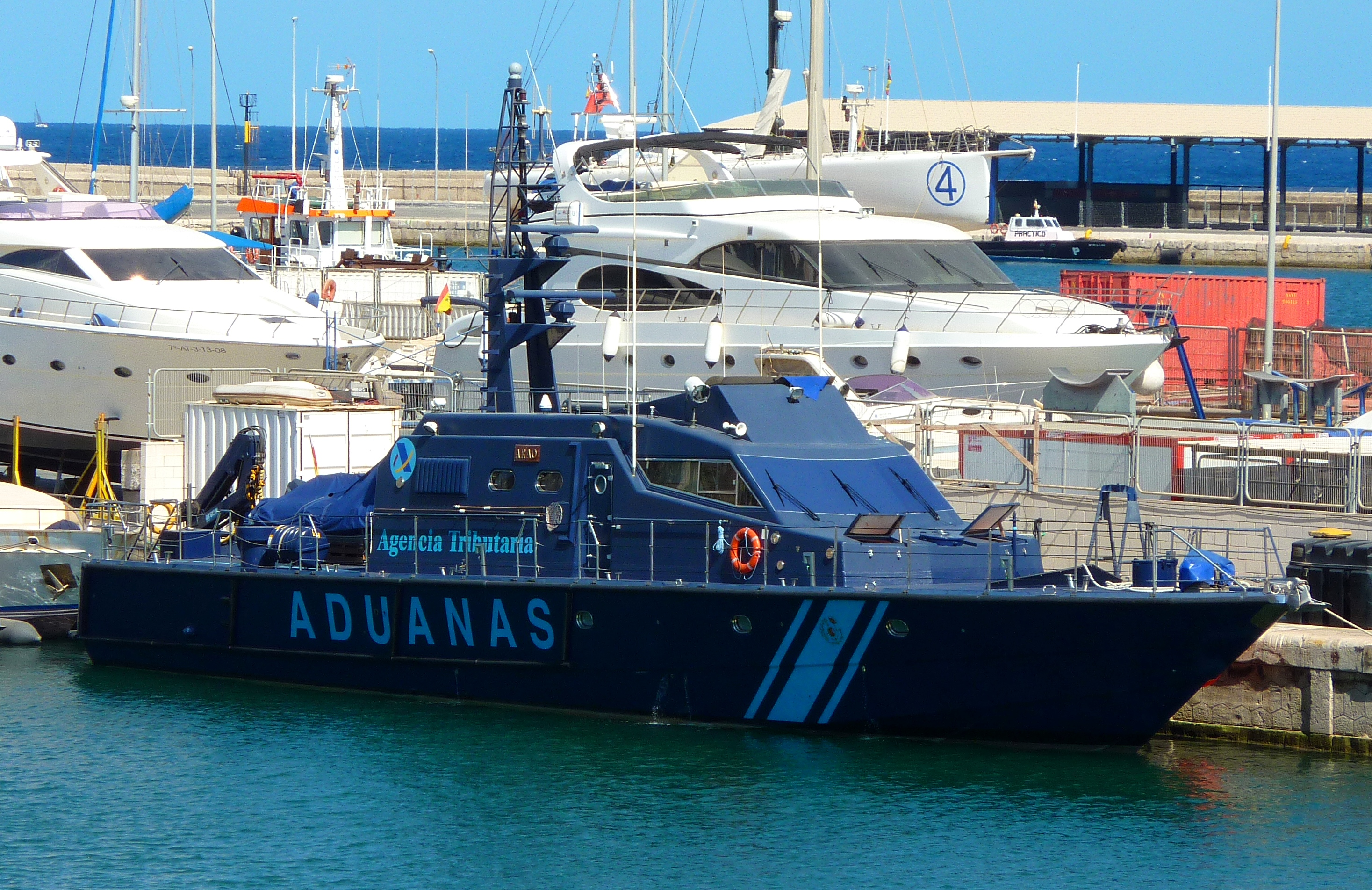
Spanisches Boot des Servicio de Vigilancia Aduanera
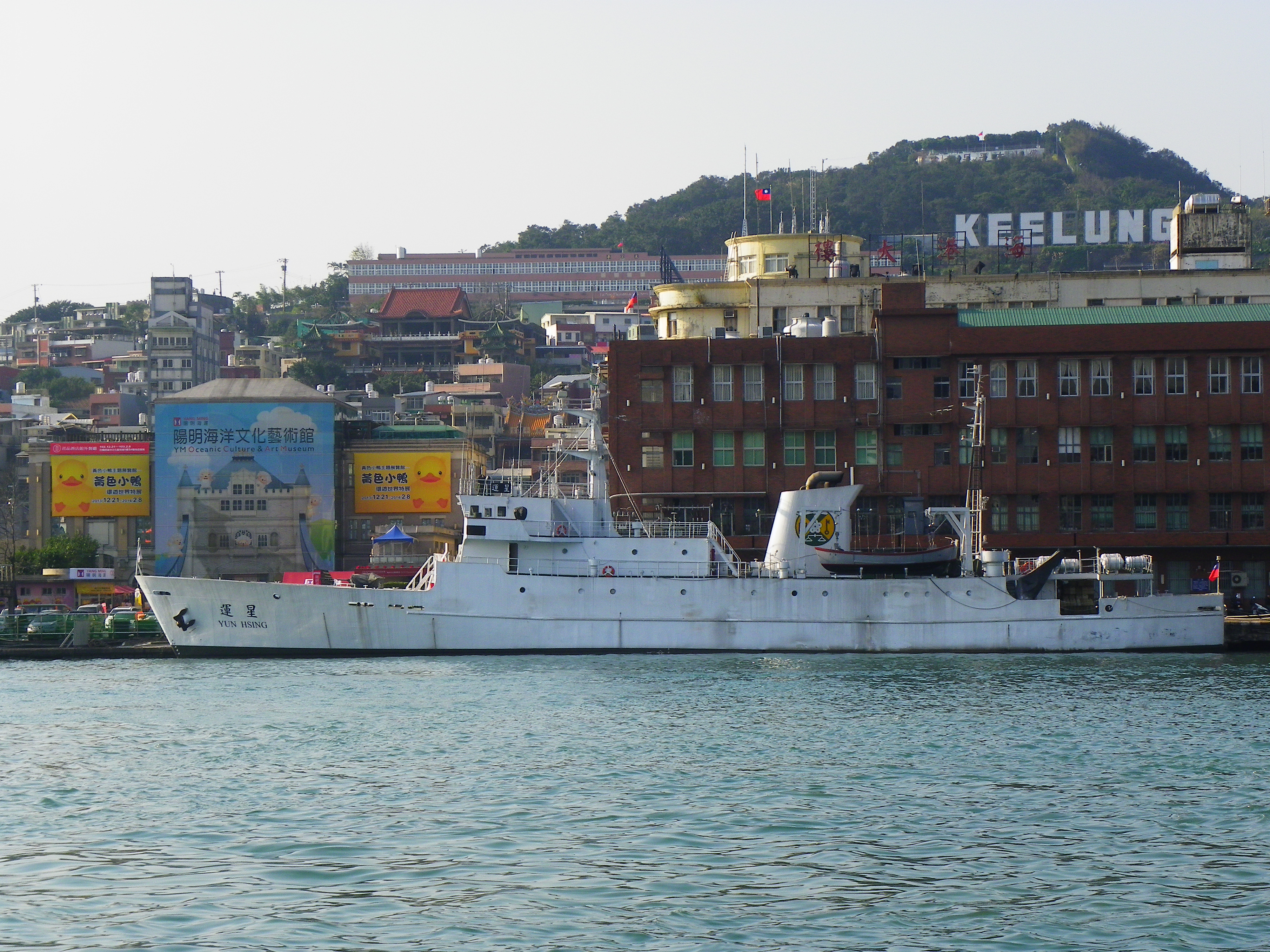
Taiwan, Yun Hsing

## Flaggen (Auswahl)

Flagge des „Revenue Service“ der Südstaaten (CSA) während des Amerikanischen Bürgerkrieges
Kaiserliche Zollverwaltung (1871–1892)
Gösch der Zollschiffe (1871–1892)
Zollverwaltung in den Schutzgebieten (1893–1918)
Königreich Preußen (1894–1918)
Großherzogtum Mecklenburg-Schwerin (1896–1918)
Dienstflagge der Lübecker Zollverwaltung (1895–1918)
Dienstflagge der Bremischen Zollverwaltung  (1895–1918)
Dienstflagge der Bremischen Zollverwaltung (1921–1933)
Chinesischer Wasserzoll (1928–1948)
Zollflagge Islands (Aktuell)
Zollflagge Russlands (aktuell)
Zollflagge der Salomonen (aktuell)
Zollflagge der USA (aktuell)